# Texadina
Texadina är ett släkte av snäckor. Texadina ingår i familjen tusensnäckor.
Kladogram enligt Catalogue of Life:
| Texadina | \| \| Texadina barretti \| \| \| \| \| \| Texadina sphinctostoma \| \| \| \| \| \| Texadina spinctostoma \| \| \| \| |
|          | \| \| Texadina barretti \| \| \| \| \| \| Texadina sphinctostoma \| \| \| \| \| \| Texadina spinctostoma \| \| \| \| |
|          | Texadina barretti |
|          | |
|          | Texadina sphinctostoma                                                                                               |
|          | |
|          | Texadina spinctostoma                                                                                                |
|          | |